# Фенек Адами, Эдвард
Эдвард Фенек Адами (англ. Edward Fenech Adami, род. 7 февраля 1934, Биркиркара) — мальтийский политик и государственный деятель.

## Биография
Эдвард Фенек Адами родился 7 февраля 1934 в английской колонии Мальта, в самом крупном городе острова Биркиркара. После получения независимости страны он работал в руководящих органах государства, занимал ведущие должности.
Премьер-министр Мальты в мае 1987 — октябре 1996 и сентябре 1998 — марте 2004. Президент Мальты с апреля 2004 по апрель 2009. Лидер Националистической партии Мальты в 1977—2004, её председатель в 1975—1977. Его преемником на посту премьер-министра стал Лоренс Гонци.

## Награды
Награды Мальты
| Страна | Дата                          | Награда                                   | Награда                                   | Литеры   |
| ------ | ----------------------------- | ----------------------------------------- | ----------------------------------------- | -------- |
| Мальта | 4 апреля 2004 — 4 апреля 2009 | Гроссмейстер                              | Национального ордена Заслуг               |          |
| Мальта | 6 апреля 1990 —               | Компаньон Почёта                          | Национального ордена Заслуг               | K.U.O.M. |
| Мальта | 4 апреля 2004 — 4 апреля 2009 | Гроссмейстер ордена «На благо Республики» | Гроссмейстер ордена «На благо Республики» |          |

Награды иностранных государств
| Страна         | Дата вручения                   | Награда                                                                                          | Награда                                                                                          | Литеры |
| -------------- | ------------------------------- | ------------------------------------------------------------------------------------------------ | ------------------------------------------------------------------------------------------------ | ------ |
| Ватикан        | —                               | Кавалер цепи ордена Пия IX                                                                       | Кавалер цепи ордена Пия IX                                                                       |        |
| Эстония        | 27 сентября 2003 —              | Орден Креста земли Марии I степени                                                               | Орден Креста земли Марии I степени                                                               |        |
| Румыния        | 2004 —                          | Кавалер цепи ордена Звезды Румынии                                                               | Кавалер цепи ордена Звезды Румынии                                                               |        |
| Латвия         | 10 февраля 2004 —               | Командор Большого креста ордена Трёх звёзд                                                       | Командор Большого креста ордена Трёх звёзд                                                       |        |
| Италия         | 11 мая 2005 —                   | Кавалер Большого креста декорированного лентой ордена «За заслуги перед Итальянской Республикой» | Кавалер Большого креста декорированного лентой ордена «За заслуги перед Итальянской Республикой» |        |
| Великобритания | 2005 —                          | Почётный Кавалер Большого креста ордена Бани                                                     | Почётный Кавалер Большого креста ордена Бани                                                     | GCB    |
| Латвия         | 15 июня 2006 —                  | Крест Признания 1 класса                                                                         | Крест Признания 1 класса                                                                         |        |
| Хорватия       | 2 ноября 2006 —                 | Кавалер Большого ордена Короля Томислава с лентой и большой Звездой                              | Кавалер Большого ордена Короля Томислава с лентой и большой Звездой                              |        |
| Венгрия        | 2007 —                          | Кавалер цепи ордена Заслуг                                                                       | Кавалер цепи ордена Заслуг                                                                       |        |
| Украина        | 9 июля 2008 —                   | Кавалер ордена князя Ярослава Мудрого 1 степени                                                  | Кавалер ордена князя Ярослава Мудрого 1 степени                                                  |        |
| Португалия     | 11 декабря 2008 —               | Кавалер Большой цепи                                                                             | ордена Инфанта дона Энрике                                                                       | GColIH |
| Португалия     | 9 ноября 1994 — 11 декабря 2008 | Кавалер Большого креста                                                                          | ордена Инфанта дона Энрике                                                                       | GCIH   |
| Польша         | 23 января 2009 —                | Кавалер ордена Белого орла                                                                       | Кавалер ордена Белого орла                                                                       |        |
| Франция        | 2010 —                          | Командор ордена Почётного легиона                                                                | Командор ордена Почётного легиона                                                                |        |